# Xipiu de tres ratlles
El xipiu de tres ratlles (Microspingus trifasciatus) és un ocell de la família dels tràupids (Thraupidae).

## Hàbitat i distribució
Habita la selva pluvial i boscos dels Andes, del sud-est del Perú i oest de Bolívia.